# Споменица на сахрану краља Александра I Карађорђевића 18. октобра 1934.
Споменица на сахрану краља Александра I Карађорђевића 18. октобра 1934. установљена је у спомен на сахрану Краља Александра.

## Истоpија
На позив француског  министра иностраних послова Луја Бартуа краљ Александар је 7. октобра 1934. године отпутовао у посјету Француској. Када се 9. октобра искрцао са брода у Марсељу и кренуо заједно са министром Бартуом у вожњу градом, из публике је изненада искочио атентатор је ас више револверских метака усмртио краља Александра и француског министра Бартуа, а тешко ранио францускога генерала Жозефа Жоржа. Француска полиција убрзо је идентификовала починиоца убиства. Атентатор, који је убрзо преминуо, припадао је Унутрашњој македонској револуционарној организацији (ВМРО), а звао се Величко Георгијев Керин. Истрага је открила везу атентатора с усташким емигрантима и фашистичким италијанским режимом. Чини се да је атентат на краља Александра договорен у августу 1934. године у Риму. гдје се усташки поглавник
Анте Павелић састао с македонским емигрантом Ванчом Михајловим. Након неуспјелог атентата на краља Александра у децембру 1933. године у Загребу. Павелић је пазио да не понови грешку.
Организацију атентата у Француској повјерио је свом блиском сараднику Еугену Кватернику. Кватерник је брижљиво испланирао атентат, пазећи и на најситније детаље. Након атентата Француска је полиција подузела темељну истрагу, да би поправила своју очигледну срамоту због пропуста у осигурању високог госта. Тако су убрзо ухапшени атентаторови учесници: Мијо Краљ, Иван Рајић и Звонко Поспишил. Ухапшени су све испричали полицији, настојећи умањити своју кривицу. На темељу њихових исказа француске власти упутиле су Италији захтјев за изручење Анте Павелића и Еугена Кватерника, и Аустрији за екстрадикцију Ивана Перчевића. Реда ради, Италијани су ухапсили Павелића и Кватерника и смјестили их у затвор у Торину, а више од пет стотина осталих усташа интернирали на острво Липари. Мусолини је био разочаран развојем догађаја након атентата, јер је очекивао да ће се убиством краља Александра Југославија распасти. Међутим, у Југославији није дошло ни до каквих важнијих промјена. Свакако. Мусолини није изручио Павелића и Кватерника, док је Аустрија одбила изручење Ивана Перчевића. Француска влада није се због тога превише узбуђивала; било јој је важније да не поремети односе с Италијом.
Суђење у Екс ан Провансу учесницима и организаторима атентата у Марсељу завршено је 12. фебруара 1936. године. Оптужени Краљ, Рајић и Поспишил осуђени су на доживотну казну затвора с присилним радом. Организатори атентата Павелић, Перчевић и Кватерник осуђени су у одсутности на смрт. У тестаменту покојног краља, написаној 5. јануара 1934. на Бледу, именована су три намјесника, која би обављала краљевску власт до пунољетности престолонасљедника Петра II Карађорђевића. То су били кнез Павле Карадорђевић, Раденко Станковић, сенатор и министар просвјете, те Иво Н. Перовић, бан Савске бановине. На заједничкој сједници Народне скупштине и Сената, одржаној 11. октобра, чланови Народног представништва и краљевски намјесници положили су заклетву малољетном краљу, а затим је одлучено да се покојному краљу додијели назив: "Витешки Краљ Александар I Ујединитељ".
Након свечанога краљевског испраћаја у Београду 18. октобра 1934, Александар I сахрањен је истог дана у гробницу Карађорђевића на Опленцу. Сутрадан, 19. октобра, састала се у Београду конференција представника држава тек потписаног Балканског савеза, Југославије, Румунија, Турске и Грчке, ради заузимања заједничког става у погледу атентата. Учесници конференције дипломатски су избјегли било какве одлуке и рјешење проблема пребацили на Друштво народа. Пословично неодлучно и неприкладно тијело за рјешавање међународних проблема. Друштво народа није се усудило упријети прстом на Италију као на покровитеља атентата у Марсељу, па је њена одговорност за атентат заташкана.

## Опис
У спомен на сахрану краља Александра I искована је медаља пречника 30 мм, која се носила на дугуљастој траци ширине 40 мм. Трака је састављена: ужа државна тробојница (плаво-бијело-црвено) пришивена је на ширу црну
траку. Не знамо потјече ли такво рјешење из 1934. године или је новијег датума, јер се медаља не спомиње као државно одликовање, а и иначе је непозната у литератури. Није познато коме је додјељивана и према којим критеријумима. Постоје златна (позлаћена), сребрна (посребљена) и бронзана споменица, што подразумијева и степен заслуга носиоца медаље. На лицу медаље рељефно је приказана глава краља Александра у лијевом профилу. Краљ носи цвикер. Уоколо је натпис: IN MEMORIAM VITEŠKOM KRALJU ALEKSANDRU I UJEDINITELJU. На наличју је натпис: 18. X. 1934 / BEOGRAD, окружен вијенцем од трња. Бројке датума су необично преметнуте. Споменица није сигнирана и не носи ознаку ковнице. Настанак споменице није пратио и законски текст о утемељењу, слично као и за Медаљу за услуге краљевом дому, која је била право
државно одликовање.